# Dactylodenia engelii
Dactylodenia engelii là một loài thực vật có hoa trong họ Lan. Loài này được M.Gerbaud, O.Gerbaud & J.M.Lewin mô tả khoa học đầu tiên năm 2003.